# Carebara winifredae
Carebara winifredae é uma espécie de inseto do gênero Carebara, pertencente à família Formicidae.